# بخش سنت-مونو
بخش سنت-مونو (به فرانسوی: Arrondissement de Sainte-Menehould) یک بخش در فرانسه است که در مرن واقع شده‌است.